# Athena 98.4 FM
Pour les articles homonymes, voir Athena (homonymie).

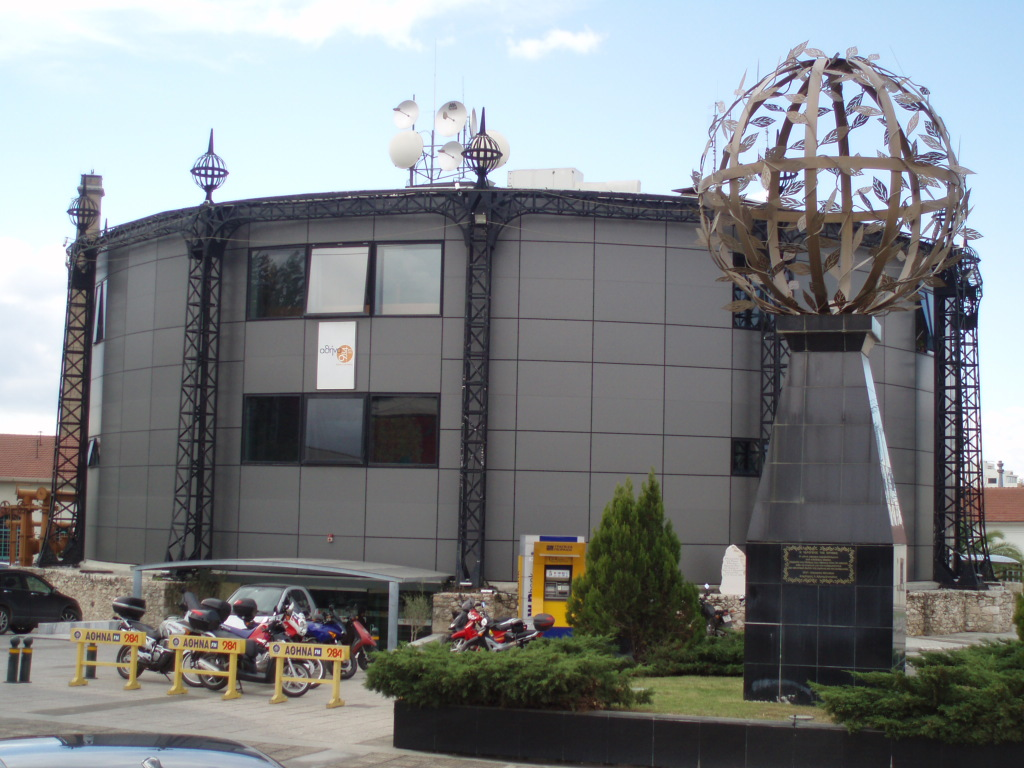
Athens 9.84 fm station de radio à Technopolis, Athènes.

Athena 98.4 FM (la radio de la municipalité d’Athènes) fut la première radio FM à émettre légalement en Grèce. Elle commença à émettre le 31 mai 1987. Depuis 2002, sa fréquence à Athènes est 98.3 MHz. La radio diffuse également sur Internet et par satellite. 
La radio en langue étrangère Athens International Radio est un projet d’Athena 98.4 FM.